# Marsdenia hatschbachii
Marsdenia hatschbachii är en oleanderväxtart som beskrevs av G. Morillo. Marsdenia hatschbachii ingår i släktet Marsdenia och familjen oleanderväxter. Inga underarter finns listade i Catalogue of Life.